# Alexandria (Nuevo Hampshire)
Alexandria es un pueblo ubicado en el condado de Grafton en el estado estadounidense de Nuevo Hampshire. En el Censo de 2010 tenía una población de 1.613 habitantes y una densidad poblacional de 14,43 personas por km².

## Geografía
Alexandria se encuentra ubicado en las coordenadas 43°37′21″N 71°51′20″O / 43.62250, -71.85556. Según la Oficina del Censo de los Estados Unidos, Alexandria tiene una superficie total de 111.75 km², de la cual 111.23 km² corresponden a tierra firme y (0.46%) 0.52 km² es agua.

## Demografía
Según el censo de 2010, había 1.613 personas residiendo en Alexandria. La densidad de población era de 14,43 hab./km². De los 1.613 habitantes, Alexandria estaba compuesto por el 95.72% blancos, el 0.37% eran afroamericanos, el 1.61% eran amerindios, el 0.56% eran asiáticos, el 0% eran isleños del Pacífico, el 0.12% eran de otras razas y el 1.61% pertenecían a dos o más razas. Del total de la población el 0.81% eran hispanos o latinos de cualquier raza.